# 마르길란

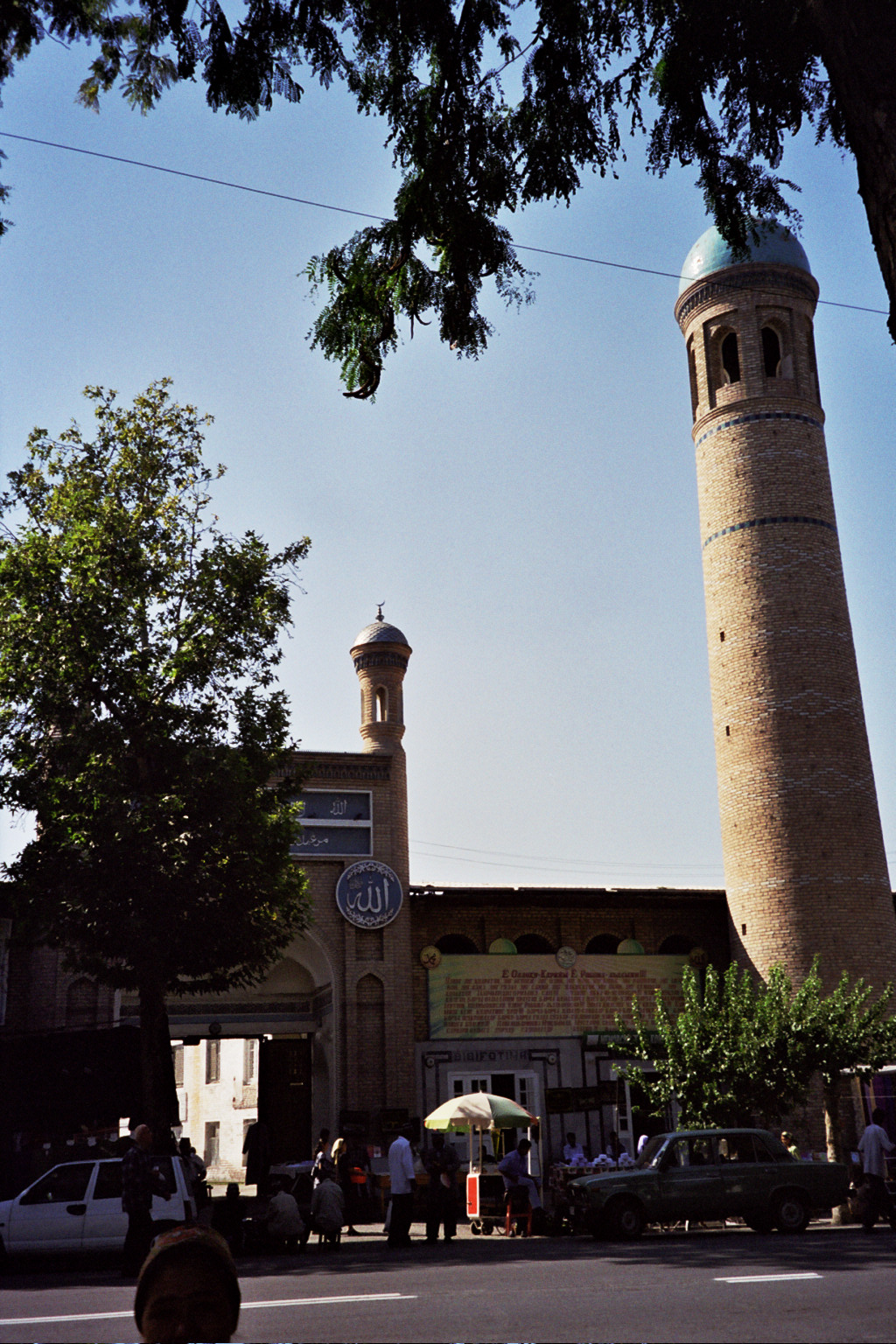
마르길란에 있는 모스크

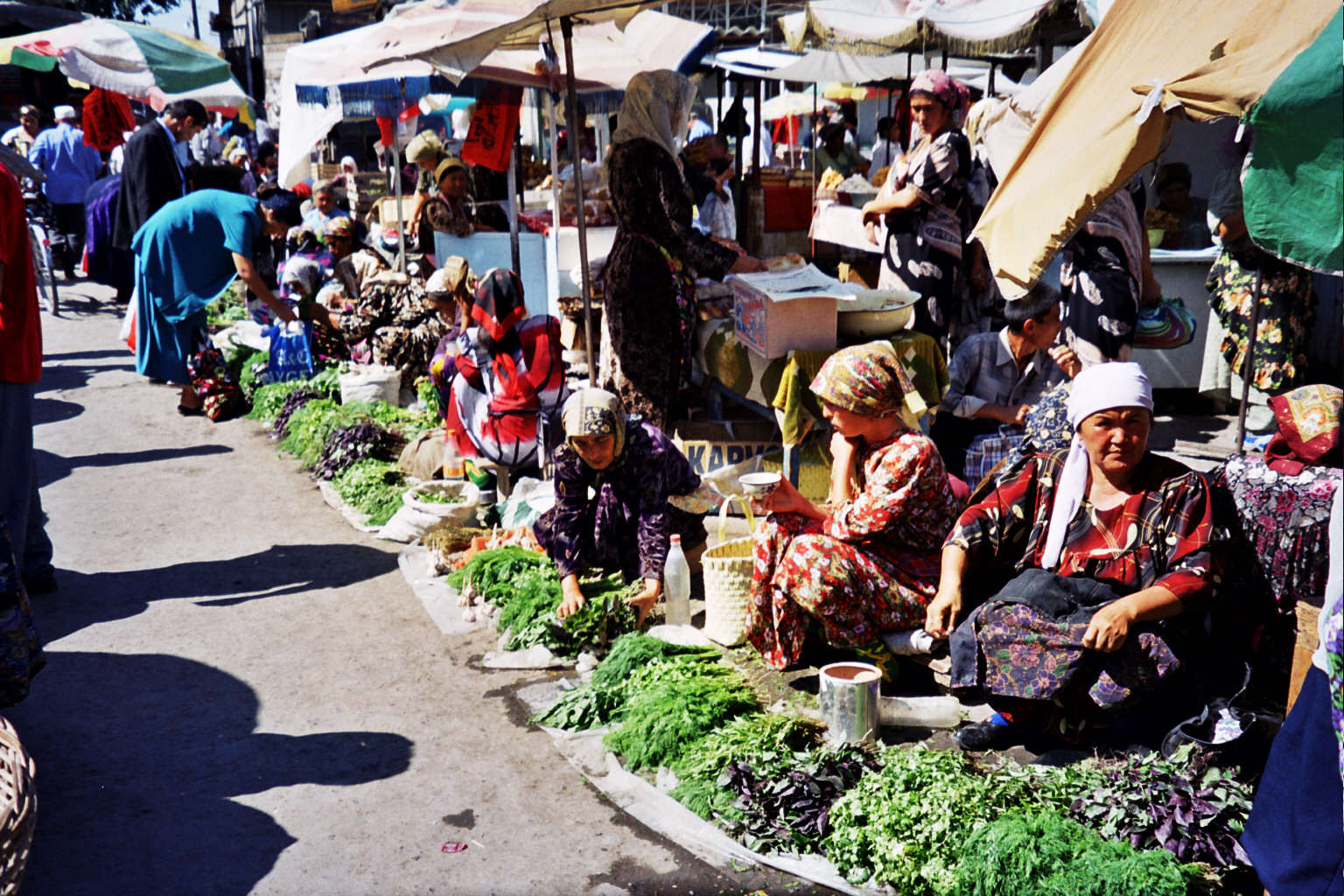
마르길란의 시장

마르길란(우즈베크어: Marg‘ilon, Марғилон 마르길론, 러시아어: Маргилан)은 우즈베키스탄 페르가나주의 도시로, 높이는 해발 487m, 인구는 197,000명(2009년 기준)이다.
알렉산드로스 대왕이 건설했다는 전설이 전해지며 어느 날 닭고기(murgh, 페르시아어: مرغ)와 빵(nan, 페르시아어: نان)이 그의 점심 식사로 나오면서부터 도시 이름이 유래되었다고 전해진다. 9세기 때 톈산산맥에서 카슈가르를 연결하는 실크로드 무역의 거점으로 여겨졌으며 16세기 무굴 제국의 바부르는 이 곳을 여행하면서 "석류와 살구가 맛있고 백록 등과 같은 사냥감이 뛰어나며 호전적인 사르트인들이 산다. 마르길란인들은 트란스옥시아나 전역에서 퍼지고 있는 퇴마 풍습을 전파하고 있다."고 언급했다.
마르길란의 상인들은 중앙아시아의 상업을 장악했으며 우즈베키스탄의 암시장을 좌지우지했다. 현재는 이슬람 보수주의의 중심지로 여겨진다. 우즈베키스탄에서 가장 큰 비단 공장이 있으며 품질이 뛰어난 비단 제품이 생산된다. 참고로 이 공장에서는 전통적인 비단 제작 방식을 유지하면서 비단을 생산한다.